# Jarosław Rzepa
Jarosław Michał Rzepa (ur. 22 sierpnia 1972 w Szamotułach) – polski samorządowiec, urzędnik i ogrodnik, doktor nauk rolniczych, od 2013 do 2019 członek zarządu województwa zachodniopomorskiego, od 2014 do 2019 w randze wicemarszałka, poseł na Sejm IX i X kadencji.

## Życiorys
Ukończył Technikum Ogrodnicze w Starej Łubiance, w 1997 studia ogrodnicze (ze specjalnością rośliny ozdobne) na Wydziale Rolnictwa Akademii Rolniczej w Szczecinie. Jednocześnie w latach 1994–1997 studiował biologię na Uniwersytecie im. Adama Mickiewicza w Poznaniu, a w 2000 został absolwentem studiów podyplomowych z hodowli i nasiennictwa roślin na Akademii Rolniczej w Krakowie. W 2007 obronił doktorat z zakresu nauk rolniczych na AR w Szczecinie. Od 1997 zatrudniony w Stacji Doświadczalnej Oceny Odmian w Szczecinie Dąbiu. W 2008 przeszedł do pracy w Urzędzie Marszałkowskim Województwa Zachodniopomorskiego: od 2008 do 2011 kierował Wydziałem Rolnictwa i Ochrony Środowiska, a od 2011 do 2012 – Wydziałem Rolnictwa i Rybactwa.
W 2002 został członkiem Polskiego Stronnictwa Ludowego. W 2008 został wiceprezesem zarządu miejskiego w Szczecinie, a w 2011 – prezesem zarządu wojewódzkiego zachodniopomorskiego PSL. W tym samym roku znalazł się także w Radzie Naczelnej ugrupowania, a w 2012 – w Naczelnym Komitecie Wykonawczym. W 2010 bezskutecznie kandydował do sejmiku zachodniopomorskiego. W 2014 zasiadł w sejmiku V kadencji, nie utrzymał jednak mandatu w 2018. W 2015 bez powodzenia kandydował do Sejmu jako lider listy PSL w okręgu nr 41.
1 stycznia 2013 objął stanowisko członka zarządu województwa zachodniopomorskiego. Po wyborach w 2014 został awansowany do rangi wicemarszałka. Pozostał na tej funkcji również w nowym zarządzie województwa, który powołano w listopadzie 2018. W 2019 bezskutecznie kandydował do Parlamentu Europejskiego.
W wyborach parlamentarnych w tym samym roku uzyskał mandat posła IX kadencji z okręgu szczecińskiego, otrzymując 12 622 głosy. Został pierwszym od 1993 politykiem PSL, którego wybrano do Sejmu z okręgu z siedzibą w Szczecinie. W wyborach w 2023 z powodzeniem ubiegał się o poselską reelekcję z ramienia koalicji Trzecia Droga (z wynikiem 21 309 głosów). Po tych wyborach zrezygnował następnie z objęcia mandatu w Parlamencie Europejskim, który zwolnił Bartosz Arłukowicz. W 2024 z ramienia Trzeciej Drogi wystartował w kolejnych wyborach europejskich.

## Życie prywatne
Syn Mariana i Jadwigi. Jest wnukiem Jana Rzepy. Żonaty, ma córkę.